# Resolució 216 del Consell de Seguretat de les Nacions Unides
La Resolució 216 del Consell de Seguretat de les Nacions Unides, aprovada per unanimitat el 12 de novembre de 1965, l'endemà de declaració unilateral d'independència de l'Imperi Britànic de la dependència britànica de la Colònia de Rhodèsia com la República de Rhodèsia. La votació va ser de deu contra cap, amb l'abstenció de França.
En els dos paràgrafs operatius de la resolució, el Consell de Seguretat:
1. Condemna la declaració unilateral d'independència "feta per una minoria racista minoria" a Rhodèsia del Sud.
2. Demana a tots els estats que rebutgin el reconeixement del "règim minoritari racista il·legal" de Rhodèsia del Sud i que se abstenguin de prestar-li assistència.

La Resolució 216 va ser seguida el 20 de novembre per la resolució 217, en la qual el Consell de Seguretat va elaborar a més la condemna del règim de la DUI i va proposar els passos a seguir per fer front a la crisi.